# Rosa Monteiro
Rosa Filomena Brás Lopes Monteiro (20 de dezembro de 1972, Coimbra) é uma socióloga, professora universitária, investigadora e política portuguesa. Destacou-se pelo seu trabalho nas áreas da igualdade de género, cidadania e políticas públicas de combate à discriminação. Entre 2017 e 2022, exerceu o cargo de Secretária de Estado para a Cidadania e a Igualdade nos XXI e XXII Governos Constitucionais de Portugal. Atualmente, é Professora Associada na Faculdade de Economia da Universidade de Coimbra (FEUC) e investigadora no Centro de Estudos Sociais (CES) da mesma universidade.

## Biografia

### Formação académica e carreira
Rosa Monteiro é licenciada em Sociologia pela FEUC e mestre em Famílias e Sistemas Sociais pelo ISMT. Doutorou-se em 2011 na FEUC e no CES, com a tese intitulada Feminismo de Estado em Portugal: mecanismos, estratégias, políticas e metamorfoses. Coordena o Mestrado em Sociologia na FEUC e leciona nas áreas de políticas públicas, relações de género e cidadania. Investiga temas como igualdade de género, políticas públicas, relações de trabalho e feminismo institucional. Atualmente, coordena diversos projetos de investigação centrados na promoção da igualdade de género nas áreas das tecnologias e da educação, com foco específico nas STEM e no digital. Entre os projetos que coordena destacam-se o STEMGenderIN, dedicado ao mapeamento e à integração da perspetiva de género na educação STEM e visa desenvolver abordagens pedagógicas inclusivas para superar disparidades de género nessas áreas; o Women4Digital, orientado para o estudo da participação, exclusão e políticas públicas relativas às mulheres no domínio digital e que analisa criticamente a presença e invisibilidade das mulheres nas tecnologias da informação e comunicação, tanto no ensino como no mercado de trabalho. Estes projetos, com forte articulação entre investigação e política pública, visam promover transformações estruturais em contextos educativos e profissionais historicamente marcados por assimetrias de género.

### Participação associativa
Rosa Monteiro integra atualmente várias estruturas associativas relevantes no campo da sociologia e dos estudos de género em Portugal. É vogal da direção da Associação Portuguesa de Estudos sobre as Mulheres (APEM), associação científica que promove a investigação feminista e de género e edita a revista ex æquo, tendo sido sua vice-presidente entre 2012 e 2015. É também vogal suplente da direção da Associação Portuguesa de Sociologia (APS), entidade que congrega profissionais da sociologia e promove a disciplina a nível nacional e internacional. Além disso, exerce funções como vogal da direção da Akto - Direitos Humanos e Democracia, organização da sociedade civil dedicada à promoção dos direitos humanos, da igualdade e da participação democrática.

## Atividade política
Antes de integrar o governo, Rosa Monteiro exerceu funções como vereadora independente da oposição, na Câmara Municipal de Viseu, entre 2013 e 2017.
Entre 2017 e 2022, desempenhou o cargo de Secretária de Estado para a Cidadania e a Igualdade nos XXI e XXII Governos Constitucionais. Durante o seu mandato, desenhou e lançou a Estratégia Nacional para a Igualdade e a Não Discriminação 2018–2030 - “Portugal + Igual”, que inclui planos de ação para a igualdade de género, a prevenção e combate à violência contra as mulheres e violência doméstica, e o combate à discriminação em razão da orientação sexual, identidade e expressão de género, e características sexuais.
Criou, pela primeira vez em Portugal, Orçamentos com Perspetiva de Género, integrando a igualdade nas políticas orçamentais do Estado. Esta iniciativa pioneira visou assegurar que as decisões de planeamento e afetação de recursos públicos tivessem em conta os impactos diferenciados em mulheres e homens, promovendo maior transparência, justiça social e eficácia na resposta às desigualdades estruturais.
Liderou ainda iniciativas como o programa “Engenheiras por um Dia”, que visa promover a participação de raparigas nas áreas das ciências, tecnologias, engenharias e matemáticas (STEM). Este programa de política pública foi reconhecida como uma boa prática num relatório da Organização para a Cooperação e Desenvolvimento Económico (OCDE) de 2025.
Também criou o Pacto Contra a Violência, que envolve entidades públicas e privadas no combate à violência doméstica. Promoveu políticas públicas para a integração da perspetiva de género na administração pública, o combate à discriminação múltipla e interseccional, e o reforço da participação das mulheres nas áreas das STEM.

### Iniciativas e Projetos
Enquanto Secretária de Estado, Rosa Monteiro promoveu diversas iniciativas, incluindo:
- Aliança para a Igualdade nas TIC: Plataforma multissetorial lançada para promover a participação e liderança das mulheres nas tecnologias digitais, envolvendo empresas, universidades, centros de investigação e entidades públicas. Visa combater desigualdades     estruturais e estereótipos de género no setor tecnológico.

- Pacto contra a Violência: Iniciativa que reúne organizações públicas e privadas em torno do compromisso com a prevenção e combate à violência contra as mulheres e violência doméstica. Estimula a adoção de práticas internas e políticas institucionais de tolerância zero à violência.

- Pacto para a Conciliação: Instrumento voluntário dirigido a empregadores, promovendo políticas de conciliação entre a vida profissional, pessoal e familiar. Incentiva a criação de     ambientes de trabalho mais igualitários e sustentáveis, com impacto na retenção de talento e bem-estar.
- Programa Práticas Saudáveis de Combate à Mutilação Genital Feminina (MGF): Programa de ação comunitária e institucional que visa prevenir e erradicar a mutilação genital feminina,     promovendo práticas culturais e de saúde respeitadoras dos direitos humanos. Envolve equipas locais multidisciplinares em territórios prioritários.

O programa “Práticas Saudáveis: Fim à Mutilação Genital Feminina” foi lançado em 2018 como uma iniciativa pioneira em Portugal no combate à Mutilação Genital Feminina (MGF), assente na articulação direta com os serviços de saúde de proximidade. Desenvolvido no âmbito de um protocolo de cooperação entre a Comissão para a Cidadania e a Igualdade de Género (CIG), o Alto Comissariado para as Migrações (ACM) e a Administração Regional de Saúde de Lisboa e Vale do Tejo (ARSLVT), este programa representou um marco no enquadramento institucional e territorializado da resposta à MGF no país.
Pela primeira vez, a intervenção foi ancorada nas estruturas públicas locais, designadamente nos Agrupamentos de Centros de Saúde (ACES), onde foram criados pontos focais compostos por médicas, médicos, enfermeiras e enfermeiros com formação específica sobre MGF. Estes profissionais atuam em articulação com redes locais integradas, promovendo a prevenção, sinalização e atuação em situações de risco. Inicialmente implementado em cinco ACES - Almada-Seixal, Amadora, Arco Ribeirinho, Loures-Odivelas e Sintra - o programa foi alargado, em fevereiro de 2020, a mais cinco agrupamentos: Cascais, Estuário do Tejo, Lisboa Central, Lisboa Ocidental e Oeiras, e Lisboa Norte.

Um dos principais impactos do programa foi o aumento significativo do número de casos de MGF registados na plataforma eletrónica de saúde em 2019, o que reflete a crescente capacitação dos profissionais de saúde para detetar e intervir eficazmente junto de mulheres e meninas em situação de risco ou vítimas desta prática. O programa “Práticas Saudáveis” tem sido considerado uma boa prática a nível europeu no combate à MGF, pelo seu caráter inovador, integrado e sustentado nos princípios da saúde pública e dos direitos humanos.
- Primeiro Grupo de Trabalho para a Prevenção e Combate aos Casamentos Infantis,     Precoces e Forçados (CIPF), criado pelo Despacho n.º 1498-A/2021 de 5 de fevereiro, desempenhou um papel fundamental na elaboração da Lei n.º 39/2025, aprovada pela     Assembleia da República e promulgada pelo Presidente da República em março de 2025.

O grupo foi constituído por uma vasta rede de entidades públicas, organizações da sociedade civil e especialistas, nomeadamente: Associação Mulheres Sem Fronteiras, Instituto Nacional de Medicina Legal e Ciências Forenses, Administração Regional de Saúde de Lisboa e Vale do Tejo, UNICEF Portugal, Polícia Judiciária, Instituto da Segurança Social, Procuradoria-Geral da República, UMAR, Associação de Mulheres Contra a Violência (AMCV), Comissão para a Cidadania e a Igualdade de Género (CIG), Associação para o Planeamento da Família (APF), AMUCIP, Serviço de Estrangeiros e Fronteiras (SEF), Comissão Nacional de Promoção dos Direitos e Proteção das Crianças e Jovens, Alto Comissariado para as Migrações (ACM), especialistas em Direito e Sociologia, e o Gabinete de Estratégia e Planeamento do Ministério do Trabalho, Solidariedade e Segurança Social (GEP/MTS).
Entre as primeiras medidas desenvolvidas pelo grupo destacou-se o lançamento de uma campanha informativa no Dia Internacional das Raparigas (11 de outubro), dirigida a profissionais de diferentes setores, com o objetivo de sensibilizar e capacitar para a identificação e prevenção de situações de risco. Foi também desenvolvido um modelo de inquirição específico para recolha de informação e análise de casos de CIPF, visando melhorar os mecanismos de sinalização e intervenção.

Ainda em 2021, foi criada uma resposta de acolhimento de emergência para vítimas de casamentos infantis, precoces e forçados, com uma capacidade inicial de 10 vagas, representando um passo importante na proteção imediata e especializada de crianças e jovens em risco. 
- Engenheiras por um Dia: Projeto de promoção de escolhas vocacionais livres de estereótipos de género, especialmente dirigido a raparigas no ensino básico e secundário. Aproxima as jovens das engenharias e tecnologias, através de experiências práticas e mentoria com profissionais.

- Educação para a Cidadania: Coordenou o Grupo de Trabalho de Educação para a Cidadania, com foco na integração de temáticas como igualdade de género, direitos humanos e não discriminação nos currículos escolares, promovendo uma abordagem transversal e estruturante.

- Estratégia Nacional para a Igualdade e a Não Discriminação (ENIND 2018-2030): Criou e coordenou a ENIND, instrumento estratégico para a promoção da igualdade de género, combate à violência contra as mulheres e combate à discriminação em razão da orientação     sexual, identidade e expressão de género, e características sexuais. Estruturada em planos de ação interligados, com foco territorial e interseccional.

Apoia-se em 3 Planos de Ação, que definem objetivos estratégicos e específicos e medidas concretas em matéria de:
- Não discriminação em razão do sexo e igualdade entre mulheres e homens: Plano     de Ação para a Igualdade entre Mulheres e Homens (PAIMH);
- Prevenção e combate a todas as formas de violência contra as mulheres, violência de     género e violência doméstica: Plano de Ação para a prevenção e o combate à Violência contra as Mulheres e à Violência Doméstica (PAVMVD) e
- Combate à discriminação em razão da orientação sexual, identidade e expressão de     género, e características sexuais: Plano de Ação para o combate à discriminação em razão da Orientação sexual, Identidade e Expressão de género, e Características sexuais (PAOIEC)

- Plano Nacional contra o Racismo e a Discriminação - Portugal contra o racismo: Primeiro     plano nacional com foco integrado no combate ao racismo e discriminação racial, promovendo políticas públicas de inclusão e igualdade. Prevê medidas transversais nas áreas da educação, emprego, justiça, segurança, cultura e media.

- Nova Geração de Protocolos com Municípios: Modelo inovador de parceria entre a administração central e o poder local para o financiamento de Planos Municipais para a Igualdade. Assegura maior territorialização das políticas públicas e reforça o papel das     autarquias na promoção da igualdade.

Também criou as Equipas para a Igualdade na Vida Local (EIVL) foram criadas no âmbito da Estratégia Nacional para a Igualdade e a Não Discriminação (ENIND) 2018-2030 - “Portugal + Igual” - como um instrumento fundamental de operacionalização das políticas públicas de igualdade de género e não discriminação ao nível local.
Estas equipas têm como objetivo principal integrar a perspetiva de género e de não discriminação nas políticas, planos e práticas dos municípios, promovendo a articulação entre diferentes setores da administração local e a participação ativa da sociedade civil. As EIVL são constituídas por representantes das autarquias locais, serviços desconcentrados do Estado, organizações da sociedade civil e outras entidades relevantes do território, funcionando como estruturas de governação colaborativa e intersectorial.
A sua implementação é promovida e acompanhada pela Comissão para a Cidadania e a Igualdade de Género (CIG), em articulação com os municípios aderentes, através da celebração de Protocolos de Cooperação para a Igualdade e a Não Discriminação. Estes protocolos preveem a designação de uma Conselheira ou Conselheiro Local para a Igualdade, que atua como ponto focal da CIG no território e coordena a EIVL.
As EIVL assumem um papel crucial na territorialização das políticas de igualdade, contribuindo para a elaboração e monitorização de Planos Municipais para a Igualdade, para a realização de ações de sensibilização, formação e capacitação, bem como para a identificação de necessidades e desenvolvimento de respostas locais a problemas como a violência de género, a desigualdade no acesso ao emprego, ou a discriminação múltipla.

Este modelo de intervenção tem sido reconhecido como uma boa prática europeia, ao promover a integração transversal da igualdade nas políticas públicas locais, reforçando a proximidade, a coesão territorial e a justiça social.

## Publicações Académicas

### Artigos em Revistas Científicas
- Monteiro, Rosa; Biroli, Flávia; Alcañiz, Mercedes (2024). “Introdução. Transições democráticas, direitos das mulheres e igualdade de género.” ex aequo – Revista da     Associação Portuguesa de Estudos sobre as Mulheres, 50, 11–17. DOI: 10.22355/exaequo.2024.50.02
- Monteiro, Rosa (2024). “Resistências institucionais e antigénero à igualdade de género na educação em Portugal.” Cadernos de Pesquisa, 54, e11410. DOI: 10.1590/1980531411410
- Lopes, Mónica; Santos, Caynnã; Ferreira, Virgínia; Monteiro, Rosa; Vieira, Cristina C. (2024). “The Transformative Potential of Gender Equality Plans to Expand Women’s, Gender, and Feminist Studies in Higher Education: Grounds for Vigilant Optimism.” Education     Sciences, 14(8), 889. DOI: 10.3390/educsci14080889
- Santos, Caynnã de C.; Lopes, Mónica; Monteiro, Rosa; Vieira, C.C.; Ferreira, V. (2024). “Estudos sobre as mulheres, de género e feministas em Portugal: uma análise bibliométrica     comparativa entre Web of Science e Scopus (1995-2021).” ex aequo, 49, 215–240. DOI: 10.22355/exaequo.2024.49.14
- Monteiro, Rosa (2024). “O Impacto do 25 de Abril na Igualdade de Género no Mercado de Trabalho.” Dirigir & Formar, 40 (2024).
- Santos, Caynnã; Monteiro, Rosa; Lopes, Mónica; Martinez, Monise; Ferreira, Virgínia (2023). “From Late Bloomer to Booming: A Bibliometric Analysis of Women’s, Gender, and Feminist Studies in Portugal.” Social Sciences, 12(7), 396. DOI:10.3390/socsci12070396
- Monteiro, Rosa (2022). “A agenda portuguesa da descriminalização do aborto à luz do backlash sob as forças     políticas liberais e conservadoras.” Cadernos Pagu, 64. DOI: 10.1590/18094449202200640016
- Monteiro, Rosa (2022). “The Abortion Agenda in Portugal Considering the Recent Backlash under Liberal and Conservative Political Forces.” Cadernos Pagu, 64, e226417. DOI:     10.1590/18094449202200640017
- Daniel, Fernanda C.; Brites, Ana P.; Monteiro, Rosa; Vicente, Henrique T. (2019). “De ‘lar’ abominado a estimado (ou tolerado): reconfiguração das representações sobre institucionalização.” Saúde e Sociedade, 28(4), 214–228. DOI: 10.1590/S0104-12902019180699
- Monteiro, Rosa; Vieira, Amélia F.S.; Daniel, Fernanda; Silva, Alexandre G.; Matos,     Fátima R.N. (2019). “Measurement of attitudes in masculine organizational contexts.” Revista     de Administração Pública, 53(5), 899–916. DOI:10.1590/0034-761220170155x
- Monteiro, Rosa; Vieira, A.F.S.; Daniel, F.; Silva, A.G.; Matos, F.R.N. (2019). “Medida de atitudes em contextos organizacionais masculinos.” Revista de Administração Pública, 53(5),     899–916. DOI: 10.1590/0034-761220170155
- Daniel, Fernanda; Monteiro, Rosa; Ferreira, Jorge; Galhardo, Ana (2019). “The Portuguese     Version of the Hartford Geriatric Social Work Competency Scale II – Assessment Subscale: Factor Structure and Psychometric Properties.” Journal of Gerontological Social Work, 62(3), 349–362. DOI: 10.1080/01634372.2019.1575132
- Monteiro, Rosa; Freitas, Vivalda; Daniel, Fernanda (2018). “Condições de trabalho num universo profissional feminizado.” Revista Estudos Feministas, 26(2). DOI: 10.1590/1806-9584-2018v26n2p34529
- Daniel, Fernanda B.; Monteiro, Rosa; Ferreira, Jorge; Álvarez-Pérez, Pablo (2018). “Competencias éticas en la práctica profesional de las/los trabajadoras/es sociales con personas mayores.” Papers: Revista de Sociologia, 103(3), Artigo e2441. DOI:     10.5565/rev/papers.2441
- Daniel, Fernanda; Monteiro, Rosa; Antunes, Sara; Fernandes, Raquel; Ferreira,     Pedro L. (2018). “Qualidade de vida relacionada com a saúde de pessoas idosas numa perspetiva de     género.” Portuguese Journal of Public Health (Revista Portuguesa de Saúde Pública), 36(2), 59–65. DOI: 10.1159/000490929
- Daniel, F.; Ferreira, A.; Espírito-Santo, H.; Monteiro, R.; Massano-Cardoso, I.; Silva, A. (2017). “Quality of life related to the health and socio-economic resources of the elderly.” European Psychiatry, 41(S1), S694–S695.
- Monteiro, Rosa; Pereira, Marta; Daniel, Fernanda; Silva, Alexandre G.; Matos, Fátima     R.N. (2017). “The Influence of Organizational Reconciliation Policies and Culture on Workers’ Stress Perceptions.” BAR – Brazilian Administration Review, 14(3), e170005. DOI:     10.1590/1807-7692bar2017170005
- Alcañiz, Mercedes; Monteiro, Rosa (2016). “She-austerity: Precariedad y desigualdad laboral de las mujeres en el sur de Europa.” Convergencia – Revista de Ciencias Sociales, 72, 39–68.
- Daniel,     Fernanda; Monteiro, Rosa; Ferreira, Jorge (2016). “Cartografia da oferta pública e privada de     serviços dirigidos à população idosa em Portugal.” Serviço Social & Sociedade, 126, 235–261. DOI: 10.1590/0101-6628.067
- Monteiro, Rosa; Ferreira, Virgínia (2016). “Women’s movements and the State in Portugal: a State feminism approach.” Sociedade e Estado, 31(2), 459–486. DOI:10.1590/S0102-69922016000200008
- Daniel, Fernanda; Caetano, Elsa; Monteiro, Rosa; Amaral, Inês (2016). “Representações sociais do envelhecimento ativo num olhar genderizado.” Análise Psicológica, 34(4), 521–534. DOI: 10.14417/ap.1020
- Ferreira, Virgínia; Monteiro, Rosa (2015). “Introdução – Austeridade e Regimes de Bem-Estar e de Sexo/Género.” ex aequo, 32, 11–14. DOI: 10.22355/exaequo.2015.32.01
- Ferreira, Virgínia; Monteiro, Rosa (2015). “Austeridade, emprego e regime de bem-estar em Portugal: Em processo de refamilização?” ex aequo, 32, 49–68. DOI:10.22355/exaequo.2015.32.04
- Monteiro, Rosa (2015). “Representações sociais do empreendedorismo no feminino e no masculino: investigação com estudantes.” Psicologia em Estudo, 20(1), 107–116. DOI:     10.4025/psicolestud.v20i1.25539
- Monteiro, Rosa; Agostinho, Luísa; Daniel, Fernanda (2015). “Um diagnóstico da desigualdade de género num município em Portugal: estruturas e representações.” Revista de     Administração Pública, 49(2), 423–446. DOI:10.1590/0034-7612130497
- Monteiro, Rosa; Guadalupe, Sónia (2015). “Redes de suporte social e (in)acesso a direitos em famílias     monoparentais femininas.” Serviço Social em Revista (Brasil), 17(2), 41–63. DOI: 10.5433/1679-4842.2015v17n2p41
- Monteiro, Rosa; Oliveira, Sónia; Daniel, Fernanda (2015). “Flexibilização do trabalho e mobilidade geográfica nas Forças Armadas.” Sociologias (Brasil), 17(38), 222–253. DOI: 10.1590/15174522-017003813
- Monteiro, Rosa (2013). “Feminismo de estado emergente na transição democrática em Portugal na década de 1970.” Dados – Revista de Ciências Sociais, 56(4), 841–865. DOI:     10.1590/S0011-52582013000400004
- Monteiro, Rosa (2013). “Challenges and trends of gender equality policies in Portugal” (Desafios e tendências das políticas de igualdade...). Revista Estudos Feministas, 21(2),     535–552. DOI: 10.1590/S0104-026X2013000200006
- Monteiro, Rosa; Domingos, Liliana (2013). “The sense of a right to the reconciliation: Work and personal and family life in a local authority staff” (O sentido do direito à conciliação: vida profissional, familiar e pessoal numa autarquia). Sociologia, Problemas e Práticas, 73, 59–77. DOI: 10.7458/SPP2013732807
- Monteiro, Rosa; Ferreira, Virgínia (2013). “Planos para a igualdade de género nas organizações: contributos para o desenho e realização dos diagnósticos organizacionais.” Sociedade e Trabalho, 43–45, 123–136.
- Neto, Hernâni; Monteiro, Rosa; Portovedo, Sara; Ferreira, Virgínia (2013). “A integração da perspetiva de género na programação dos fundos comunitários no período de 2007 a 2013.” Sociologia (Número Temático), 15–36.
- Monteiro, Rosa (2012). “The Quota Policy in Portugal: The Role of Political Parties and State Feminism.” RCCS Annual Review, 4, 3–21. DOI: 10.4000/rccsar.404
- Monteiro, Rosa (2011). “A Política de Quotas em Portugal: o papel dos partidos políticos e do feminismo de Estado.” Revista Crítica de Ciências Sociais, 93, 3–20. DOI:     10.4000/rccs.3953

### Capítulos de Livros
- Gonçalves, S.; Monteiro, Rosa (2023). “Um longo caminho a percorrer: um olhar sobre a promoção da Igualdade de Género no Pré-Escolar e nos 1.º e 2.º ciclos do Ensino Básico, em Portugal.” In KINDER — Desconstrução de estereótipos desde a infância, pp. 239–265. Coimbra: CES, 2023.
- Monteiro, Rosa; Ferreira, Sílvia (2023). “Luísa, o Supremo, as desigualdades de género e a crise de cuidados.” In E Depois da Revolução: Cinco Décadas de Democracia, org. Margarida David Cardoso. Lisboa: Fundação Francisco Manuel dos Santos, 2023.
- Monteiro, Rosa (2023). “O lugar das mulheres e da igualdade no desenvolvimento local: contributos e desafios das abordagens das políticas de igualdade para os modelos de     desenvolvimento local.” In Desenvolvimento Local em Portugal, pp.109–134. Porto: Afrontamento, 2023.
- Monteiro, Rosa; Lopes, Mónica (2022). “Closing the digital gender gap in Portugal: challenges and achievements.” In Algoritmos, Teletrabalho y otros grandes temas del feminismo digital, pp. 173–193. Madrid, Espanha: Dykinson, 2022.
- Guadalupe, Sónia; Vicente, Henrique T.; et al. (incl. R. Monteiro) (2019). “Redes sociais pessoais e trajetórias de envelhecimento: uma perspetiva etária e de género.” In Trajetos do envelhecimento: perspetivas teóricas e empíricas, pp. 395–424. Coimbra: Universidade de Coimbra,     2019.
- Monteiro, Rosa (2019). “Rural Women of Yesterday, Today and Tomorrow.” In Rural Women of Yesterday, Today and Tomorrow, pp. 79–84. San José, Costa Rica: IICA, 2019.
- Monteiro,     Rosa (2018). “Por uma     intervenção integrada de promoção da natalidade.” In Desafios Demográficos: A Natalidade, pp. 273–278. Coimbra: Almedina, 2018.
- Vieira, Cristina C.; Henriques, Fernanda; Marques, Fernando M.; Vicente, Filipa L.;     Teixeira, Filomena; Coelho, Lina; Duarte, Madalena; Monteiro, Rosa et al. (2017). Conhecimento, Género e Cidadania no Ensino Secundário. Lisboa: CIG (Comissão para a Cidadania e Igualdade de Género), 2017.
- Monteiro, Rosa (2014). “A conciliação trabalho-família e os riscos psicossociais.” In Riscos Psicossociais no Trabalho. Coimbra: Civeri, 2014. DOI: 10.13140/2.1.1730.0169.
- Monteiro, Rosa (2010). “Genealogia da lei da igualdade no trabalho e no emprego desde finais do Estado Novo.” Lisboa: CITE, 2010.

### Livros (Monografias e Edições)
- Monteiro, Rosa et al. (2024). Políticas públicas de igualdade de género na educação em     Portugal: da legislação à difícil transposição prática. Coimbra: CES, 2024.
- Ferreira, Virgínia; Lopes, Mónica; Santos, Caynnã de Camargo; Monteiro, Rosa; Vieira, Cristina C. (2024). A integração da perspetiva de género no ensino superior em Portugal: do     construindo futuros. Coimbra: CES, 2024.
- Monteiro, Rosa (2017). Estado, movimentos de mulheres e igualdade de género em Portugal: fases e metamorfoses. Lisboa: CIG, 2017.
- Ferreira, Virgínia; Monteiro, Rosa (2013). Trabalho, Igualdade e Diálogo Social – Estratégias e desafios de um percurso. Lisboa: CITE, 2013. DOI: 10.13140/2.1.1758.0484.
- Monteiro, Rosa (2010). A Emergência do Feminismo de Estado em Portugal: uma história da criação da Comissão da Condição Feminina. Lisboa: CIG, 2010. ISBN 978-972-597-328-8.
- Monteiro, Rosa (2005). O que dizem as mães: mulheres trabalhadoras e suas experiências. Coimbra: Quarteto, 2005.

### Relatórios Técnicos
- Monteiro, Rosa (2013). Boas Práticas de Igualdade de Género nos Fundos Estruturais – Estudos de Caso. Coimbra: CES, 2013.
- Monteiro, Rosa (2013). Estudo de avaliação da integração da perspetiva de género nos fundos estruturais (2007-2013) – Sumário Executivo. Coimbra: CES, 2013.
- Monteiro, Rosa (2013). Estudo de avaliação da integração da perspetiva de género nos fundos estruturais (2007-2013) – Relatório Final. Coimbra: CES, 2013.
- Monteiro, Rosa (2012). Igualdade de Género na Câmara Municipal de Figueira de Castelo Rodrigo: estudo diagnóstico. Viseu: Promover, 2012.
- Monteiro, Rosa (2012). Igualdade de Género na Câmara Municipal de Mangualde: estudo diagnóstico. Viseu: Promover, 2012.
- Monteiro, Rosa (2012). Estudo de avaliação da integração da perspetiva de género nos fundos estruturais – Relatório Intermédio. Coimbra: CES, 2012.
- Monteiro, Rosa (2012). O que a CITE fez mudar no trabalho e emprego: análise de um percurso. Coimbra: CES, 2012.
- Monteiro, Rosa (2012). Plano para a Igualdade de Género na Câmara Municipal de Mangualde. Viseu: Promover, 2012.
- Ferreira, Virgínia; Monteiro, Rosa; Portugal, Sílvia; Vieira, C.; Lopes, M.; Duarte, M.; Silveirinha, M.J. (2010). Estudo de Avaliação do IIIº Plano Nacional para a Igualdade (2007-2010). Coimbra: APEU, 2010.
- Monteiro, Rosa; et al. (2007). Estudo de Avaliação do IIº Plano Nacional para a Igualdade. Coimbra: CES/CIG, 2007.

### Manuais e Guias Técnicos
- Monteiro, Rosa (2017). Guide for the integration of the gender perspective at the local level in Violence at Work. (Guia pedagógico). DOI: 10.13140/RG.2.2.15698.86724
- Monteiro, Rosa (2017). Guide for the integration of the gender perspective at the local level in Urbanism, Housing and Environment. (Guia pedagógico). DOI:10.13140/RG.2.2.29120.64002
- Lopes, Mónica; Ferreira, Virgínia; Monteiro, Rosa; et al. (2016). Guia para a Integração a Nível Local da Perspetiva de Género no Urbanismo, Habitação e Ambiente. (Projeto     Igualdade Municipal), 2016.
- Múrias, Cláudia; Ferreira, Virgínia; Monteiro, Rosa; et al. (2016). Violência no Trabalho – Guia para a Integração a Nível Local da Perspetiva de Género. Coimbra: CES, 2016.
- Lopes, Mónica; Ferreira, Virgínia; Monteiro, Rosa; et al. (2016). Guia para a Integração a Nível Local da Perspetiva de Género na Cultura, Desporto, Juventude e Lazer. 2016.
- Monteiro, Rosa; Ferreira, Virgínia; Saleiro, Sandra; Lopes, Mónica; Múrias, Cláudia     (2016). Guia para a Integração a Nível Local da Perspetiva de Género na Mobilidade e     Transportes. 2016.
- Ferreira, Virgínia; Almeida, Joana; Leite, Carolina; Lopes, Mónica; Monteiro, Rosa;     Múrias, Cláudia; Saleiro, Sandra (2016). Referencial de Formação para a Igualdade de Género na Ação Municipal. 2016.
- Leite, Carolina; Almeida, Joana; Vais, Rui; Ferreira, Virgínia; Monteiro, Rosa; et al. (2016). Guia para a Integração a Nível Local da Perspetiva de Género na Gestão de Pessoas,     Formação e Emprego. 2016.
- Saleiro, Sandra; Ferreira, Virgínia; Monteiro, Rosa; Lopes, Mónica; Múrias, Cláudia     (2016). Guia para a Integração a Nível Local da Perspetiva de Género na Saúde e Ação Social.     2016.
- Monteiro, Rosa; Ferreira, Virgínia; Saleiro, Sandra; Lopes, Mónica; Múrias, Cláudia     (2016). Guia para a Integração a Nível Local da Perspetiva de Género na Segurança e Prevenção     da Violência no Espaço Público. 2016.
- Saleiro, Sandra; Ferreira, Virgínia; Monteiro, Rosa; Lopes, Mónica; Múrias, Cláudia     (2016). Guia para a Integração a Nível Local da Perspetiva de Género na Educação. 2016.

### Outras Publicações e Contribuições
- Prefácio: Monteiro, Rosa (2022). “Prefácio.” In Investigação e prática: abordagens interdisciplinares sobre a saúde e o bem-estar das pessoas LGBTQ+, org. Sofia Neves, pp. 1–6. Porto: Edições Plano i, 2022.
- Prefácio: Monteiro, Rosa (2021). “Foreword.” In Gender in the Portugal Research Arena: A Case Study in European Leadership, p. 2. Elsevier, 2021.
- Prefácio: Monteiro, Rosa (2021). “Prefácio.” In Manual PARENT: Paternidades envolvidas e cuidadoras – da Teoria à Prática, org. Milena do Carmo, pp. 12–13. Coimbra: CES, 2021.
- Entrada de dicionário: Monteiro, Rosa (2016). “Comissão da Condição Feminina.” In Dicionário de História de Portugal: O 25 de Abril, eds. A. Reis, P. B. Santos, M. I. Rezola. Porto: Figueirinhas, 2016.
- Entrada de dicionário: Monteiro, Rosa (2012). “Feminismo.” In Dicionário das Crises e das     Alternativas. Coimbra: Almedina/CES, 2012.
- Edição de revista: Monteiro, Rosa (2025). “A bridge to close the STEM gap with gender-inclusive education and teaching.” Social Sciences, edição especial 2025.
- Edição de revista: Monteiro, Rosa; Alcañiz, Mercedes; Biroli, Flávia (2024). “Transições democráticas, direitos das mulheres e igualdade de género – de onde partimos e onde     estamos.” eRevista ex aequo, n.º 50 (2024).
- Recensão de livro: Monteiro, Rosa (2022). “Mulheres empresárias e empreendedoras.” ex aequo, 46,176–180 (resenha crítica). DOI: 10.22355/exaequo.2022.46.12.
- Catálogo de exposição: Monteiro, Rosa (2023). Violência sexual – texto no catálogo da exposição “Amor Veneris – Viagem ao Prazer Sexual Feminino” (Museu MUSEX, Lisboa).     Oeiras: CM Oeiras, 2023.
- Documento de política pública: Monteiro, Rosa (Coord.) (2017). Estratégia Nacional de Educação para a Cidadania. Lisboa: Grupo de Trabalho de Educação para a Cidadania/XXI Governo Constitucional, 2017.

## Prémios
- Prémio Maria Barroso (2023): Atribuído pela Câmara Municipal de Lagoa, este prémio reconheceu o seu contributo relevante no domínio da igualdade de género e dos direitos humanos.
- Medalha de Mérito da APEE (2022): Concedida pela Associação Portuguesa de Ética Empresarial, em reconhecimento do trabalho desenvolvido na Secretaria de Estado para a     Cidadania e a Igualdade.
- Prémio Políticas Públicas (2019): Atribuído pelo Jornal do Centro, destacou o seu trabalho na área das políticas públicas.